# Sofoklis Schortsanitis
Sofoklis Schortsanitis ou Sophocles Schortsanitis (grego Σοφοκλής Σχορτσανίτης: Tiko, 22 de Junho de 1985) é um basquetebolista profissional grego, nascido nos Camarões, atualmente joga no Apollon Patras BC. 

## Carreira
Schortsanitis integrou o elenco da Seleção Grega de Basquetebol nas Olimpíadas de 2008.

### Racismo em Israel
Em abril de 2014, após, após sofrer insultos racistas de um torcedor do rival Hapoel Tel Aviv, Sofoklis tentou invadir as arquibancadas e agredi-lo, tendo que ser contido por seguranças.